# ATR 72
 (juin 2020).
Si vous disposez d'ouvrages ou d'articles de référence ou si vous connaissez des sites web de qualité traitant du thème abordé ici, merci de compléter l'article en donnant les références utiles à sa vérifiabilité et en les liant à la section « Notes et références ».
Dimensions
L'ATR 72 est un avion de transport de passagers à turbopropulseurs construit par ATR, société italo-française de type GIE entre Aérospatiale et Aeritalia. Cette version allongée de l'ATR 42, pouvant accueillir jusqu'à 78 passagers, a été mise en service en 1989. Il est disponible en version tout cargo 75 m3, 8 400 kg.
À partir du modèle initial, « -200 », il a été amélioré en plusieurs versions successives dont deux révisions majeures, le modèle « -500 » à partir de 1995, puis le « -600 » à partir de 2007. Sa version « Quick-change » offre 41 m3 pour le fret.

## Développement

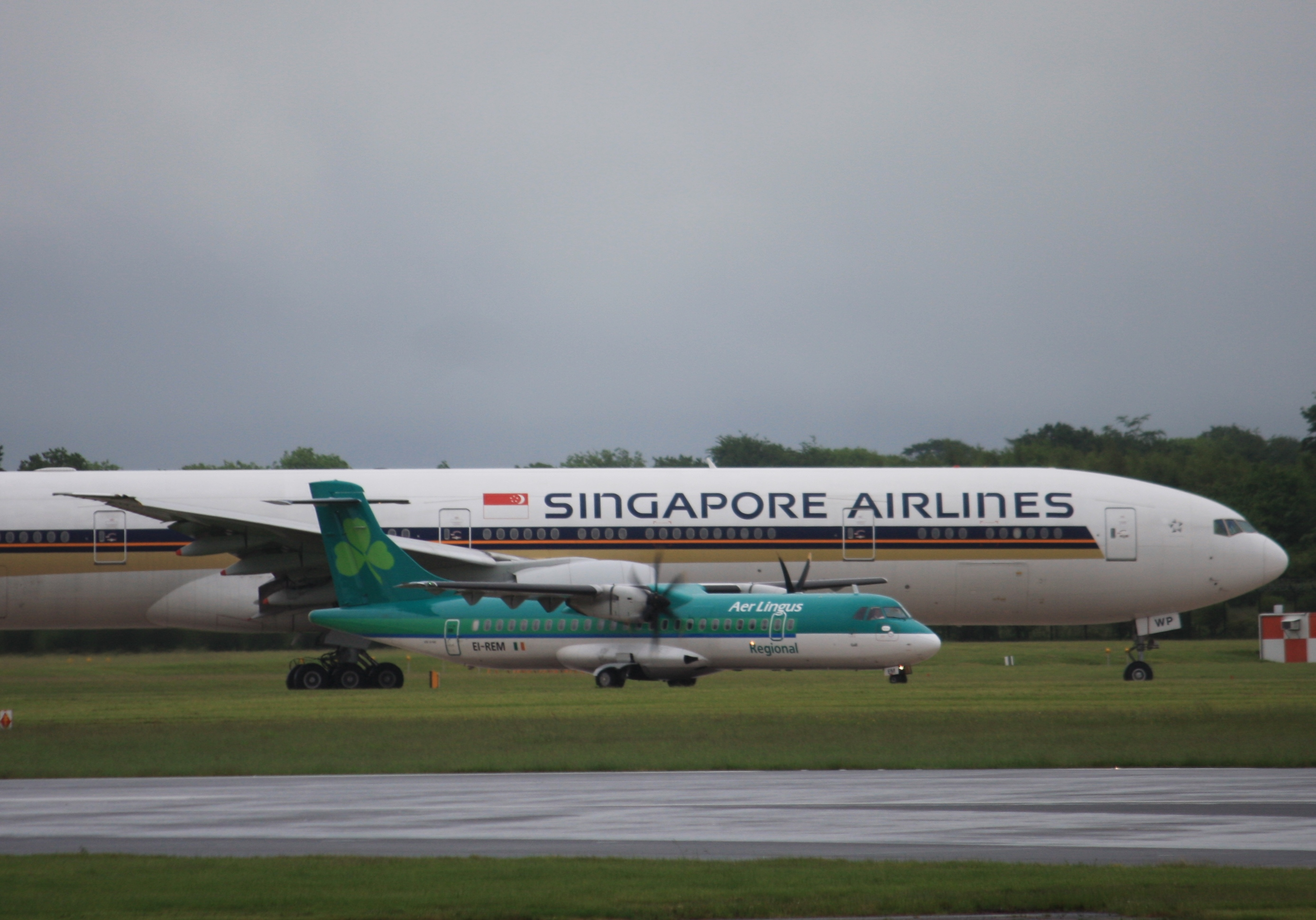
Photographie permettant la comparaison des dimensions d’un ATR 72-500 (d'Aer Lingus) et d’un Boeing 777-300ER (de Singapore Airlines).

L'ATR 72 a été développé sur la base de l'ATR 42 pour en augmenter la capacité (de 48 à 78 sièges). Le fuselage a été allongé de 4,5 mètres, l'envergure a été augmentée ainsi que la puissance des moteurs et la capacité en carburant (10 %). L'ATR 72 fut annoncé en 1986 et le premier vol de l'ATR 72 a été effectué le 27 octobre 1988. Exactement un an après, le 27 octobre 1989, Finnair fut la première compagnie à exploiter l'appareil[réf. non conforme].
Au début de l'année 2013, ATR comptait ainsi des commandes nettes pour 1 254 avions (437 ATR 42 et 817 ATR 72), dont plus de la moitié depuis 2005. En effet, si la société a connu des problèmes financiers dans les années 2000, la flambée du prix du pétrole a ravivé l’intérêt des compagnies aériennes pour l'avion qui s'est révélé très économique. Le 1000e appareil est livré le 17 juillet 2018.

### Équipement

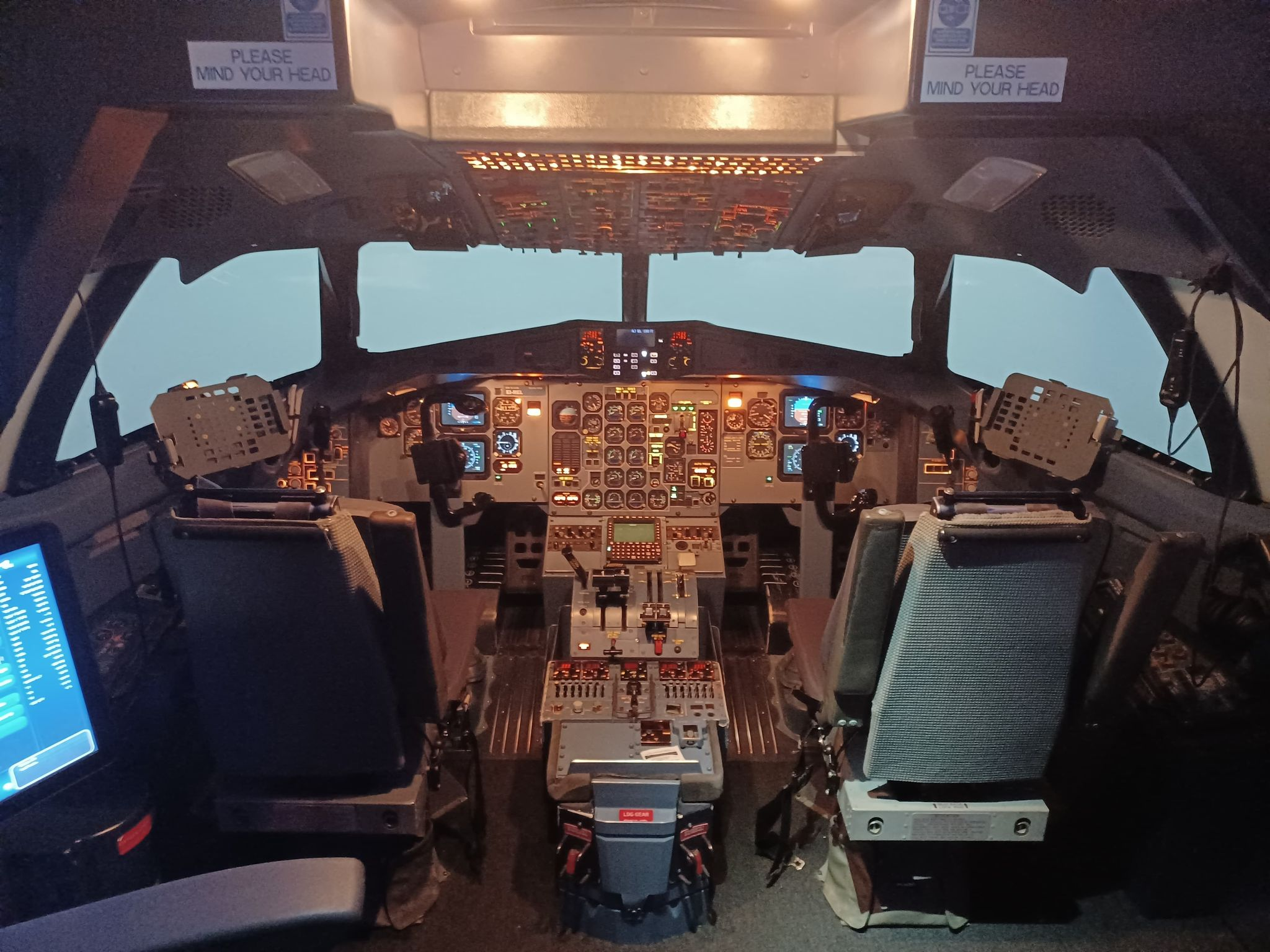
Cockpit d'un ATR 72-500.

Les systèmes de navigation standards de l'ATR 72-500 comprennent un système de commandes de vol automatique CAT I. Les avions ATR sont certifiés pour les opérations ILS CAT II avec une hauteur de décision de 80 pieds disponible en option. Le système de navigation de l'ATR est basé sur le capteur GNSS Honeywell Trimble HT1000.
Le système GNSS HT1000 est couplé au pilote automatique, au système d'instrumentation de vol électronique (EFIS) et au guidage de direction VOR/DME.
L'avion est équipé d'un radar secondaire Rockwell Collins TTR 921 pour ACAS II. Un radar météorologique couleur Honeywell Primus 660 s'affiche en quatre couleurs sur l'indicateur électronique de situation horizontale (EHSI).
Le radar météorologique peut également être utilisé pour afficher les obstacles au sol. Le système d'avertissement de proximité du sol amélioré (E-GPWS) Honeywell MARK VIII intègre une alerte et un affichage du terrain, ainsi que le dégagement du sol sur le système électronique d'information de vol (EFIS).

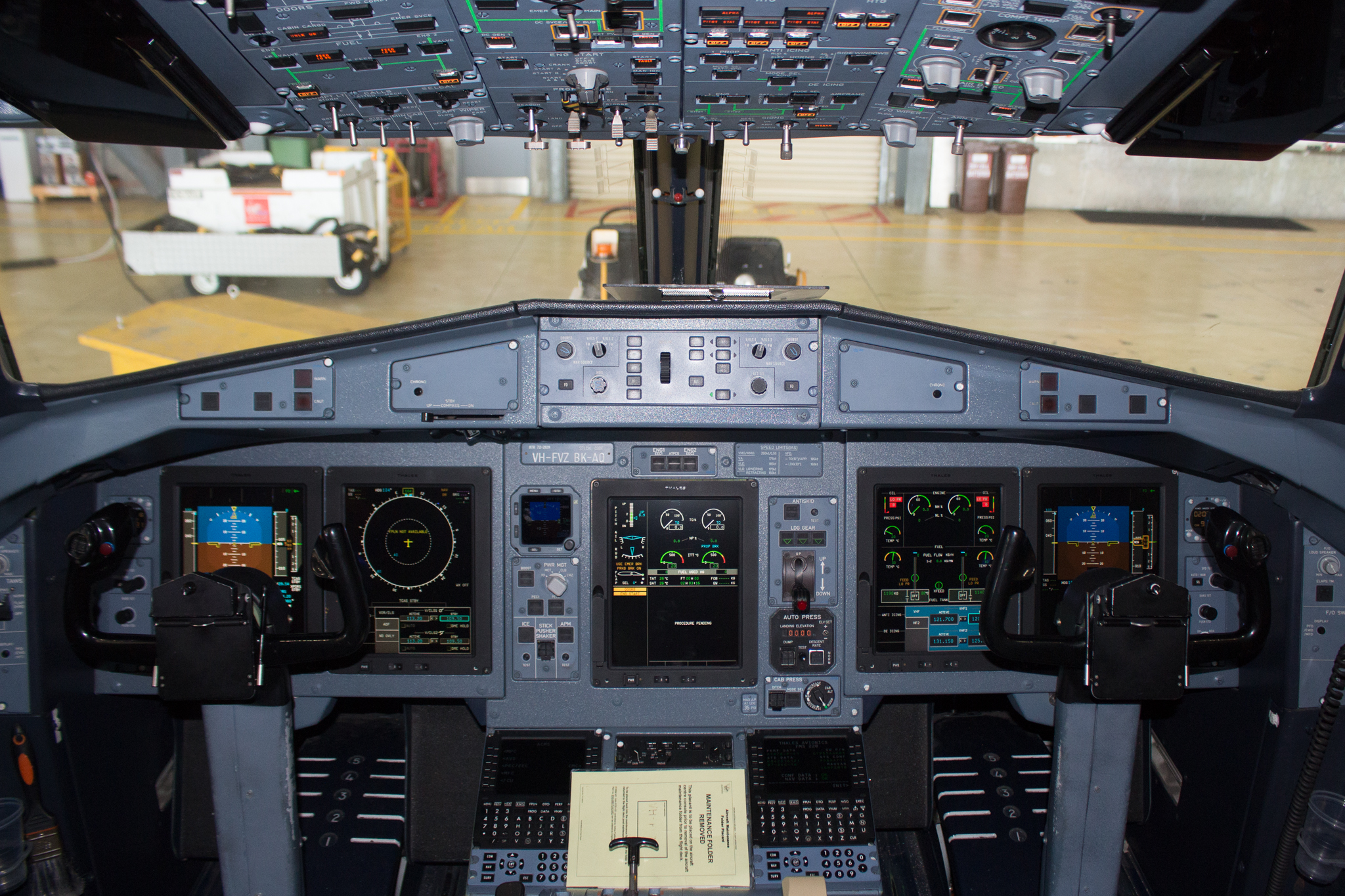
Cockpit d'un ATR 72-600 amélioré.

En octobre 2007, Thales Avionics a été sélectionné pour fournir la suite avionique numérique pour les avions ATR 72-600 et ATR 42-600 comprennant cinq écrans LCD, un nouveau système de gestion de vol, de nouvelles radios, de nouveaux systèmes de navigation avec le système GNSS / WAAS et un nouveau pilote automatique pour les approches ILS CAT III.

### Sensibilité au givre
À la suite de l'accident du vol American Eagle 4184 provoqué par un défaut de conception dans la gestion du givre sur les ailes, l'ATR 72 a été interdit de vol dans l'espace aérien américain à partir de décembre 1994 puis ré-autorisé à la suite d'une nouvelle procédure d'utilisation des volets en janvier 1995,. En mars 1995, le fabricant améliore le dégivrage des ailes. Néanmoins les compagnies aériennes américaines n'exploitent plus l'ATR 72 dans les zones géographiques sensibles au givre (essentiellement le nord des États-Unis).

## Appareils concurrents
L'ATR 72 a dû faire face dès sa mise en service, à la concurrence du Fokker F50 mais surtout du De Havilland Canada DHC-8. En effet le DHC-8, aussi connu sous le nom de Dash 8 puis Q400, possède des performances supérieures à l'ATR 72. Plus rapide et plus silencieux, le Q400 possède, de plus, une distance franchissable supérieure et peut voler plus haut. Cependant il est plus cher à l'achat et consomme plus de carburant.
Le modèle ATR 72-600 a une autonomie de 929 miles (1495 km). Il est équipé de deux moteurs Pratt and Whitney P100 de 2 475 chevaux. Le Dash 8 Q400 a une autonomie d'environ 1 267 miles (2039 km). Doté également de moteurs Pratt and Whitney, mais modèle P150 de 5 071 chevaux chacun, ce qui est suffisant pour que l'avion décolle et maintienne une montée avec un seul moteur.
Bien que le Q400 ait une autonomie plus longue que le 72, l'augmentation de la consommation de carburant due aux moteurs extrêmement puissants est suffisante pour que certaines entreprises décident qu'ils sont trop coûteux à exploiter[réf. non conforme].
De ce fait, le Q400 est plus adapté au marché nord américain où il peut remplacer les jets à moindre coût sur certaines lignes, tandis que l'ATR 72 est plus adapté pour les petites lignes régionales. Ce dernier excelle sur le marché européen, en Asie pacifique et dans les pays en voie de développement. Tout ceci permet en partie d'expliquer l'énorme succès de l'ATR 72 de nos jours[réf. non conforme].
Face au Fokker 50 en fin de vie et au Q400 vieillissant, ATR a su continuellement moderniser son produit en permettant ainsi à l'ATR 72 de s'imposer comme le turbopropulseur le plus populaire du marché.
| - Un Q400 de Air Berlin - Un Fokker 50 de City jet |

Un de ses derniers concurrents vient de Chine, qui développe le Xi'an MA700.

## Différentes versions
À partir de l'ATR 72-100 originel de 1989, ATR a continuellement amélioré l'avion pour suivre les standards aéronautiques du moment.

### ATR 72-100
Certifié en 1989, l'ATR 72-100 est la première version de l'appareil. Elle se décline en ATR 72-101 (version de base) et ATR 72-102 (avec une porte cargo à l'avant). La motorisation consiste en deux  PW124B.

### ATR 72-200
Version légèrement modifiée de l'ATR 72-100, c'est le premier standard de production de l'appareil. En 1992 les PW124B sont remplacés par des PW127 plus puissants donnant naissance à l'ATR 72-210. 187 livrés.

### ATR 72-500

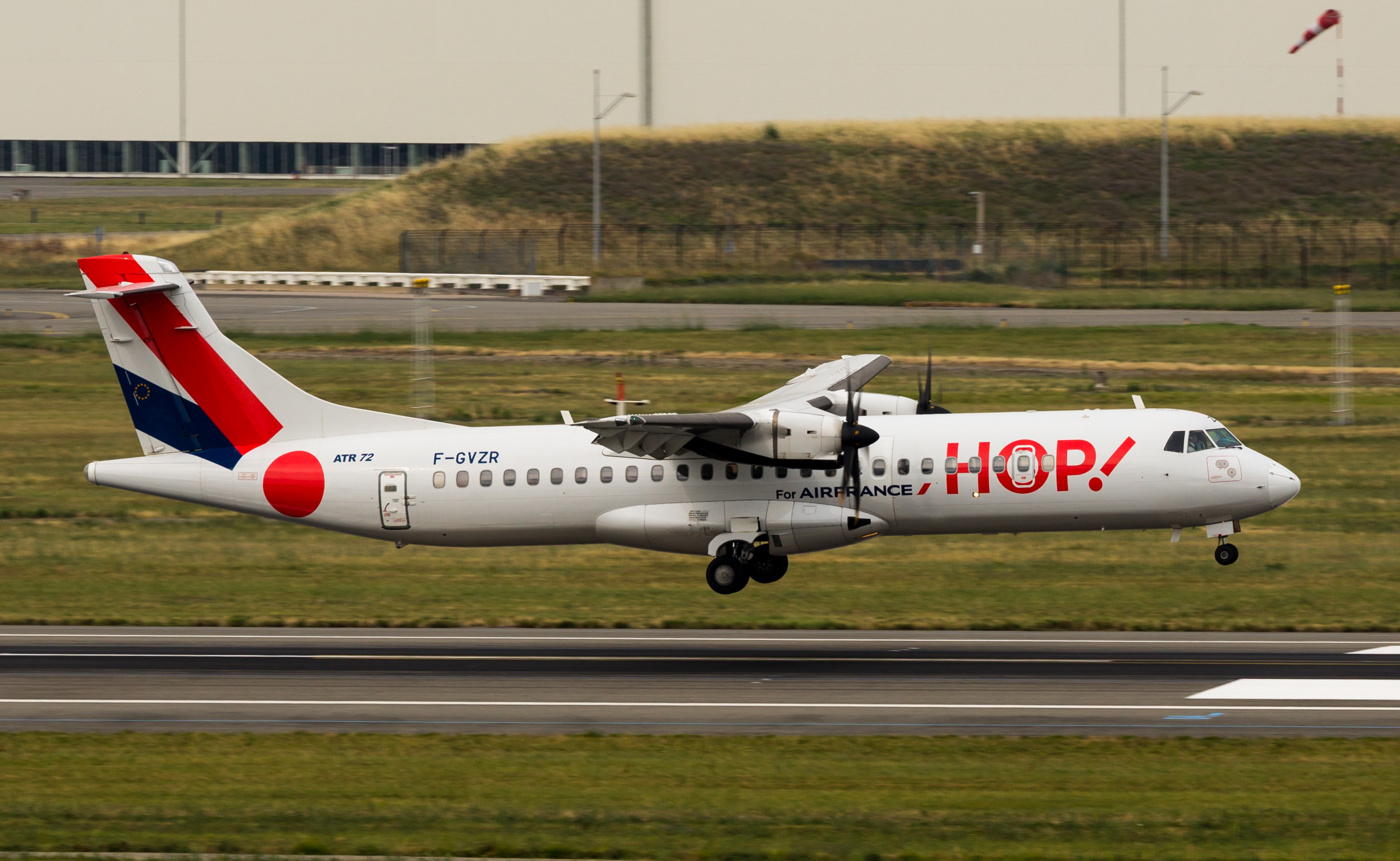
ATR 72-500 de Hop !

La version -500 fut certifiée en 1997. Elle apporte de nombreuses améliorations par rapport aux versions précédentes : rayon d'action supérieur, masse maximale au décollage plus élevée, amélioration du cockpit. Le principal changement provient cependant de la motorisation puisque l'avion utilise alors le PW127F puis le PW127M à partir de 2007. Ce dernier est identique au PW127F si ce n'est qu'il entraîne une hélice à six pales et non plus quatre comme dans les versions précédentes.365 livrés.

### ATR 72-600

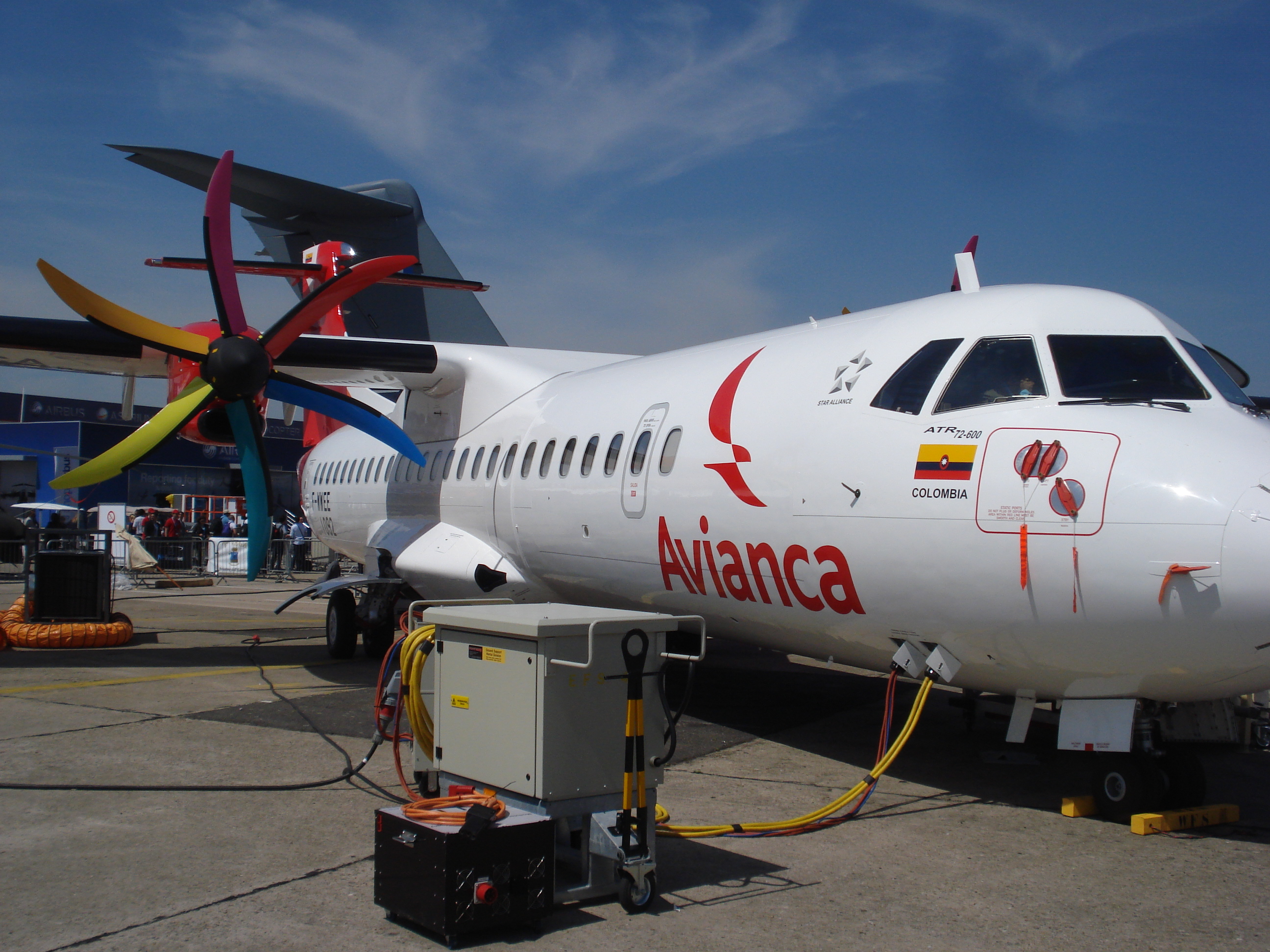
ATR 72-600 destiné à la compagnie colombienne Avianca au salon du Bourget 2013.

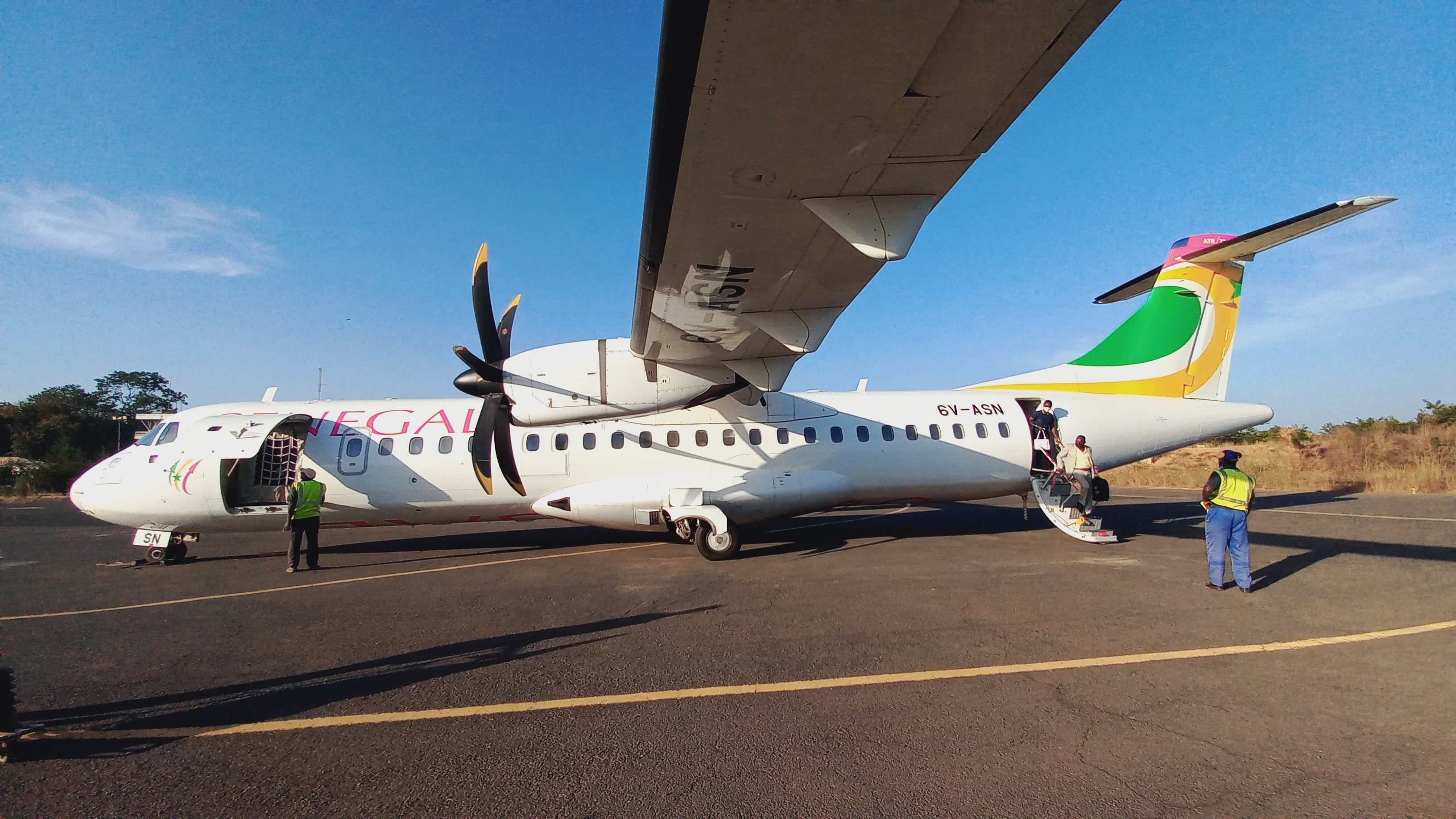
ATR 72-600 d'Air Sénégal à l'Aéroport de Ziguinchor.

Le 2 octobre 2007, ATR lance la nouvelle série nommée série -600 donnant naissance à l'ATR 42-600 et l'ATR 72-600, ce dernier fut développé le premier.
Les deux nouvelles versions ont la même longueur que leurs prédécesseurs et les mêmes hélices à six pales. Les changements concernent l'avionique, l'aménagement de la cabine et une petite augmentation de puissance moteur (optionnelle). Les nouveaux appareils ne consomment cependant pas moins de carburant par passager. ATR a mis l'accent sur le confort et le bruit dans sa nouvelle cabine nommée Armonia. L'idée est en effet de faire oublier l’inconfort des avions à hélice du passé.
Les ATR 42-600 et 72-600 sont équipés des moteurs PW127M de Pratt & Whitney Canada. Le cockpit bénéficie d'écrans à cristaux liquides et d'un ordinateur multifonction (multi purpose computer) qui augmente son efficacité (maintenance). La nouvelle avionique est fournie par Thales Avionics.
En décembre 2015, l'agence européenne de la sécurité aérienne (AESA) approuve une nouvelle disposition des sièges de haute densité, augmentant la capacité maximale de 74 à 78 sièges.
Le premier vol de l'ATR 72-600 est intervenu le 24 juillet 2009. La certification civile est obtenue de l'AESA à la fin du mois de mai 2011.
Le premier ATR 72-600 est livré à la compagnie marocaine Royal Air Maroc en août 2011. Elle a depuis conquis de nombreux[évasif] transporteurs permettant ainsi à ATR de dépasser largement son concurrent canadien Bombardier dans le domaine des avions turbopropulsés[réf. nécessaire].
Novembre 2016, ATR reçoit 540 commandes pour l' ATR 72-600 pour seulement 55 commandes pour l' ATR 42-600, ce qui confirme la tendance du marché mondial des turbopropulseurs vers des avions de 60 à 90 places. Le 1000e ATR 72 livré le 17 juillet 2018 est le 448e ATR 72-600.

### Autres versions

#### ATR 72MP ou ASW ou MPA
L'ATR 72MP ou ASW est une version de surveillance maritime dont dix exemplaires ont été livrés à la Turquie. Fin 2008, l'Italie a commandé à son tour à Alenia Aeronautica quatre exemplaires de la version Alenia-Aérospatiale ATR 72 ASW à livrer en 2012 à son armée de l'air afin de remplacer les Breguet Atlantic pour les patrouilles maritimes. Dénommé P-72A, les deux exemplaires sont livrés en décembre 2016, les autres en 2017,.
La Marine pakistanaise reçoit, le 4 janvier 2020, deux ATR72-500 MPA désignés RAS 72 « Sea Eagle ».

#### Versions cargo
L'ATR 72, avec sa large porte cargo à l'avant du fuselage, a intéressé les compagnies de transport de fret très tôt. ATR a donc développé plusieurs versions destinées au transport de fret. Ainsi l'avion est aujourd'hui utilisé par des grands transporteurs tels que FedEx, DHL ou UPS.

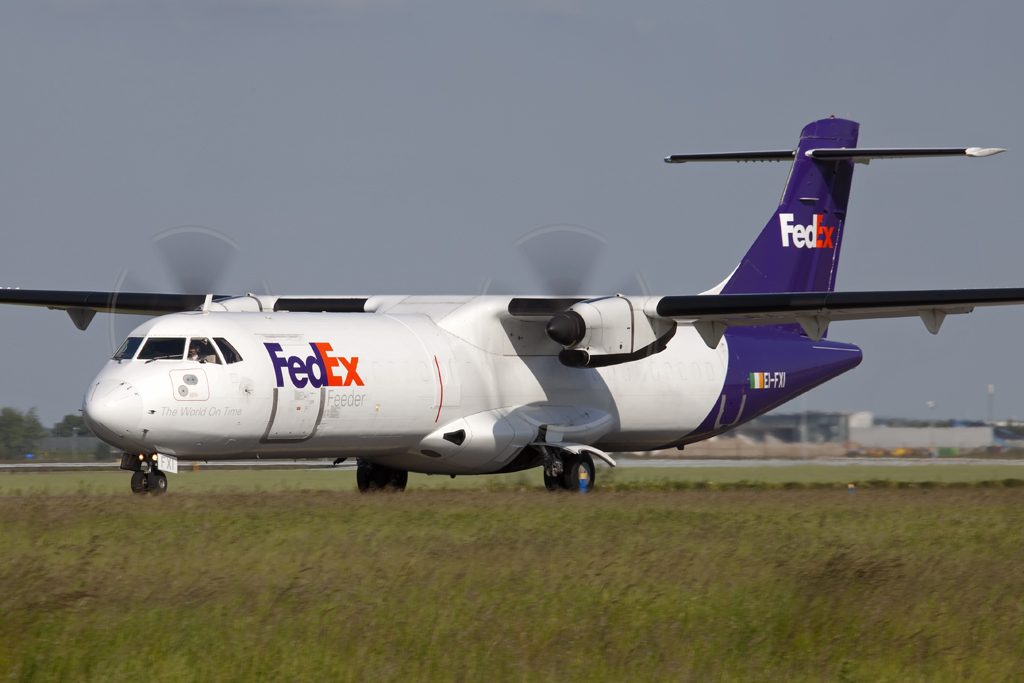
ATR 72 cargo de la société FedEx

##### Bulk freighter
Il s'agit d'une version destinée au transport de marchandises en vrac avec un volume de 75,5 m3. Une fois reconfiguré l'avion peut emporter jusqu’à 8,6 tonnes de fret retenu par des filets.

##### ULD freighter
La version ULD permet le transport de conteneurs standards ULD de type LD3. L'avion est complètement dépouillé du mobilier habituel, le plancher est renforcé, les fenêtres sont obstruées et un système de chargement est ajouté.

##### Quick change
Cette version a été proposée par ATR pour permettre d'accroître l'utilisation des avions par les compagnies aériennes. Il est en effet possible en un temps très court (environ 45 minutes) de reconfigurer ces avions de ligne en avions cargo. Cette version permet par exemple de transporter du courrier ou du fret léger lorsque l'avion n'est pas utilisé pour des vols avec des passagers.

#### Version VIP
ATR propose aussi une version VIP de son avion régional pour les clients fortunés.

### Projets d'avion bombardier d'eau
La société Kepplair, basée en France, propose une version de l'ATR 72 convertie en avion bombardier d'eau, nommé KE 72, pour la lutte anti-incendie. En 2024, elle espère pouvoir livrer cette version à partir de 2027, pour compléter ou remplacer en France les Dash8 Q400 MR, appareil très similaire mais qui n'est plus fabriqué.
La société Positive Aviation basée à Blagnac a lancé un second projet de transformation d'ATR 72, nommé FF72, d'avion amphibie avec des réservoirs de 8 000 litres. Lors du salon aéronautique du Bourget 2025, elle espère pouvoir livrer son premier avion d'ici fin 2028.

## Opérateurs

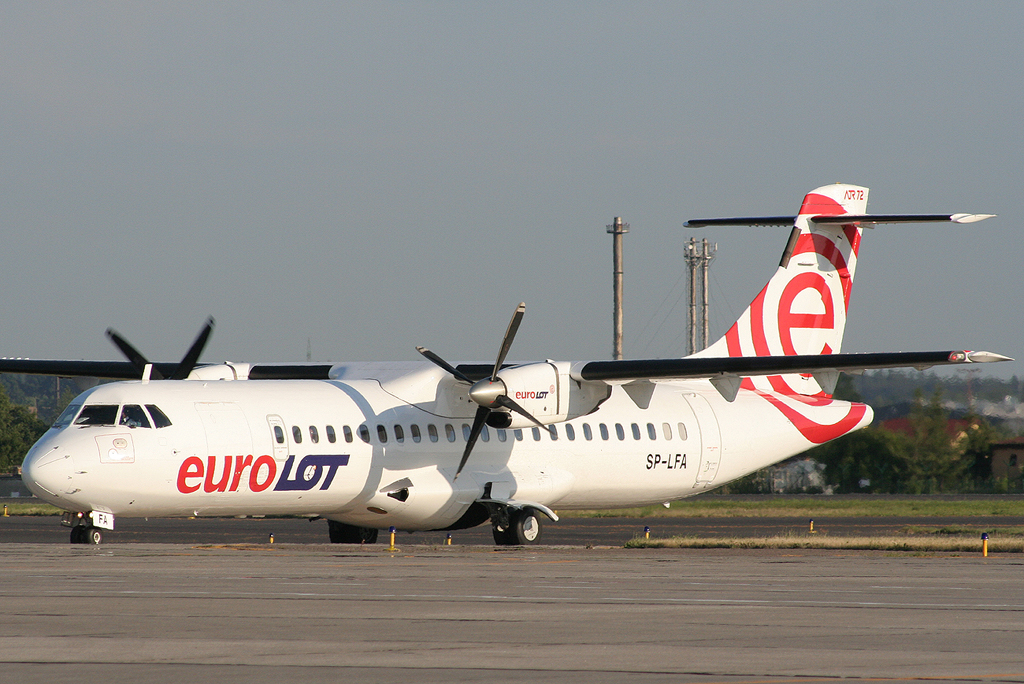
Appareil aux couleurs d'EuroLOT.

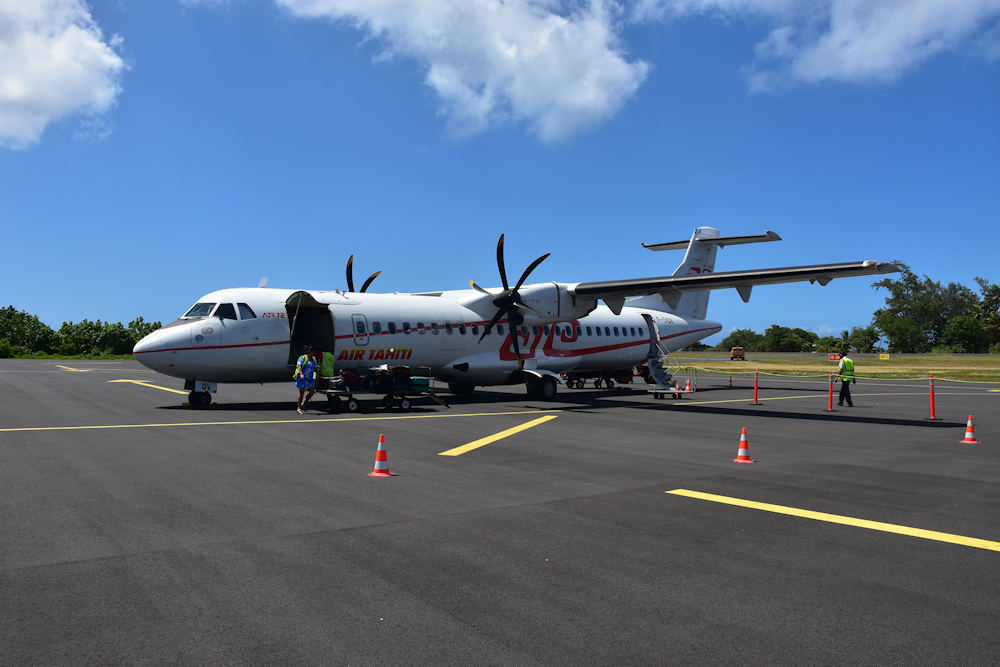
ATR 72 d'Air Tahiti sur l'aéroport de Huahine.

Au 4 février 2013, les compagnies aériennes suivantes disposent au moins d'un appareil de type ATR 72 : Aer Arann, Aer Lingus Regional, Aero Caribbean, Air Algérie, Air Antilles Express, Air Austral, Air Bagan, Air Botswana, Air Caledonie, Air Caraïbes, Air Contractors, Air Corsica, Air Dolomiti, Air Kanbawza, Air Madagascar, Air Mandalay (en), Air Mauritius, Air Moana, Air New Zealand, Air Nostrum, Air Saint-Pierre, Air Sénégal, Air Serbia, Air Tahiti, Air Vanuatu, HOP ! (Airlinair), Air France, AnadoluJet, Antrak Air (en), Arkia, Asian Wings Airways (en), Aurigny Air Services, Avanti Air, Azerbaijan Airlines, AZUL - Linhas Aereas Brasileiras, Bangkok Airways, Belle Air, Berjaya Air (en), B&H Airlines, Binter Canarias, Blue1, Borajet, BQB Lineas Aereas (en), Buddha Air, Calm Air International, Cambodia Angkor Air, Caribbean Airlines, Carpatair, Cebu Pacific Air, CEIBA Intercontinental, Cimber A/S (en), Conviasa, Czech Airlines, Danish Air Transport, Danube Wings, Deccan 360, Empire Airlines (en), Etihad Regional, EuroLOT, Ewa Air, Executive Airlines, Farnair Switzerland, FedEx, Firefly, First Air, Fly540, Flybe Nordic, Golden Air, Helitt Líneas Aéreas, Imetame, InterSky, Iran Air, Iran Aseman Airlines, Island Air, Israir Airlines, Jet Airways, JetKonnect, Lao Airlines, MASwings, Morningstar Air Express, Myanmar Airways, Nok Air, Overland Airways (en), Passaredo Transportes Aereos (en), Precision Air, Royal Air Maroc Express, SAS, SATENA (en), Air Sénégal, SkyWest Airlines, Solenta Aviation (en), Swiftair, Syrian Arab Airlines, TACV Cabo Verde Airlines, Tarom, Transasia Airways, Trigana Air Service, Trip Linhas Aéreas, Tunisair Express, UNI Airways, United Airways (en), UTair, Vietnam Airlines, West Air Europe, West Air Sweden (en), Wings Air et Yangon Airways (en).

## Accidents
- Le 31 octobre 1994, le vol American Eagle 4184 s'écrase à Roselawn dans l'Indiana lors du circuit d'attente avant l'atterrissage prévu à l'aéroport international O'Hare de Chicago, tuant les 68 occupants de l'appareil. Le NTSB indiqua que l'accident était dû au givre accumulé sur l'appareil qui rendait son contrôle difficile. Elle mentionna aussi des problèmes similaires en cas de givre sur la famille ATR et en facteurs secondaires de l'accident, les « réponses inadéquates » de la part du constructeur, de la DGAC française et de la Federal Aviation Administration américaine à ces problèmes antérieurs. À la suite de cet accident, ATR modifia ses appareils pour accroître les surfaces couvertes par les dispositifs antigivres.
- Le 30 janvier 1995, un ATR 72-202 de TransAsia Airways volant trop bas s'écrase sur un flanc de colline, tuant les quatre membres d'équipage[21].
- Le 21 décembre 2002, un ATR 72-200 de fret de la compagnie TransAsia Airways, effectuant le vol 791, s'abîme non loin des îles Pescadores, dans le détroit de Taïwan, tuant les deux membres d'équipage. Les causes de cet accident ont été attribuées au givre[22].
- Le 9 mai 2004, un ATR 72 s'écrase durant la phase d'atterrissage à San Juan à Porto Rico. Dix-sept personnes sont blessées.
- Le 6 août 2005, le vol Tuninter 1153, un ATR 72 de Tuninter (filiale de Tunisair), assurant les vols intérieurs et vers les pays proches, opérant un vol entre Bari et Djerba, s'est trouvé à court de carburant et s'est abimé en Méditerranée au large de Palerme. Seize personnes sur les 38 occupants de l'appareil ont été tuées. Citant les premiers résultats des enquêtes menées après le drame, la presse explique que le pilote a été trompé par une jauge de carburant installée la veille en Tunisie par un mécanicien de la société Tuninter. La jauge était d'un modèle correspondant à un ATR 42 et non à un ATR 72, qui peut contenir plus de carburant.
- Le 11 mars 2006 un	ATR 72-212A (ATR 72-500) 	VT-DKC 	de Air Deccan[23] sur l'Aéroport HAL en Inde ;
- Le 4 août 2009, vers 14 h, un ATR 72 effectuant le vol 266 de la compagnie thaïlandaise Bangkok Airways a heurté la tour de contrôle en effectuant son atterrissage sur l’île de Ko Samui en Thaïlande. On dénombre un mort, le pilote, et une dizaine de blessés.
- Le 5 novembre 2010, le vol Aero Caribbean 883 s'écrase dans le centre de Cuba. Les 68 occupants de l'avion sont tués.
- Le 2 avril 2012, le vol UTAir 120 s'écrase en Sibérie avec 43 personnes à bord, faisant 31 morts et 12 blessés. La cause la plus probable de cet accident est actuellement attribuée au givrage des ailerons, l'avion n'ayant pas fait l'objet d'un traitement antigivre avant le vol.
- Le 2 février 2013, un ATR 72 de Carpatair, opérant pour Alitalia un vol en provenance de Pise, rate son atterrissage à l'aéroport de Rome-Fiumicino et a terminé hors piste. Sur la cinquantaine de passagers, seize ont été blessés dont deux gravement et qui ont dû être hospitalisés. De fortes rafales de vent et de la pluie ont été observées lors de l'accident, mais une erreur du pilote n'est pas exclue selon les premières investigations[24],[25].
- Le 16 octobre 2013, un ATR 72-600 de Lao Airlines effectuant le vol 301, venant de Vientiane s'écrase dans le Mékong peu avant son atterrissage prévu à Paksé. Des 44 personnes à son bord aucune n'a survécu à l'accident. La cause du crash est actuellement attribuée aux fortes pluies provoquées par le typhon Nari.
- Le 23 juillet 2014, le vol TransAsia Airways 222 venant de Taïwan s'est écrasé près d'un aéroport, sur une des îles de l'archipel isolé de Penghu, aussi connu sous le nom d'îles Pescadores. Des 58 personnes à son bord, dont quatre membres d'équipage, 45 sont mortes. La cause du crash est due à un non-respect des minima de sécurité en cas de descente à visibilité réduite, ayant engendré une erreur d'appréciation des distances et de l'altitude.
- Le 4 février 2015, un ATR 72-600 de Transasia effectuant le vol 235, avec à son bord 58 personnes, s’écrase dans une rivière à Taipei. L'accident est survenu vers 11h00 locales quelques instants après le décollage de l'avion de l'aéroport de Songshan à destination de l'île de Kinmen. L'accident a fait 41 morts et 17 survivants sur 58 passagers. À la suite d'une panne sur l'un des moteurs juste après le décollage, un des pilotes s'est trompé en voulant arrêter le moteur défectueux, il a arrêté le moteur valide, ce qui a entraîné la mise en vol plané rapide de l'avion à faible altitude au-dessus de la ville, sans aucune chance de rattrapage.
- Le 18 février 2018, le vol 3704 de Iran Aseman Airlines avec à son bord 66 personnes s’écrase alors qu'il assurait la liaison entre Téhéran et Yasuj. L'avion s'est écrasé dans la région montagneuse de Samirom dans le sud ouest du pays.
- Le 28 juillet 2018, un moteur de l'ATR 72-500 du vol Air Vanuatu 241 prend feu en vol. À son atterrissage à Port-Vila, capitale de Vanuatu, l'appareil sort de la piste et percute deux Britten-Norman Islanders. Treize des quarante-trois personnes à bord sont incommodées par des fumées.
- Le 15 janvier 2023, le vol 691 de Yeti Airlines venant de Katmandou et ayant 72 personnes à bord s'écrase près de la ville de Pokhara au centre du Népal. Il n'y a aucun survivant parmi les 72 passagers et membres d'équipage présents à bord.
- Le  9 août 2024, le vol 2Z 2283 de la compagnie brésilienne Voepass, assuré par un ATR 72-500 immatriculé PS-VPB et reliant Cascavel à São Paulo s’écrase dans la banlieue de Vinhedo. Il y avait 58 passagers et 4 membres d’équipage à bord confirme la compagnie. Il n’y a aucun survivant.